# مایکوپلاسما پنومونیه
باکتری مایکوپلاسما پنومونیه (نام علمی: Mycoplasma pneumoniae) باکتری بسیار کوچکی است که در انسان باعث سینه پهلو (پنومونی A-typic) می‌شود. مایکوپلاسماها فاقد دیواره سلولی هستند و به آنتی‌بیوتیک‌های بتا-لاکتام مثل پنی‌سیلین که بر دیوارهٔ باکتری‌ها تأثیر می‌گذارند مقاوم هستند. همچنین باکتری مایکوپلاسما پنومونیه با ورود به بدن و تقلید از آنتی‌ژن‌های سطحی سلول‌ها باعث حفظ آن‌ها در مقابل دستگاه ایمنی بدن می‌شوند. این باکتری از طریق قطرات تنفسی فرد بیمار انتقال پیدا می‌کند. در ابتدا مایکوپلاسما به سلولهای محافظ غشای مجرای هوایی نفوذ می‌کند. مایکوپلاسما با کشتن این سلولها شروع به ایجاد یک واکنش التهابی در سراسر ناحیه و در برخی از موارد نیز به درون جریان خون نفوذ می‌کند. جهت درمان این بیماری عموماً از آنتی‌بیوتیک‌های مهار کننده rRNA مثل ماکرولیدها، تتراسایکلین‌ها، کتولیدها و فلوروکینولون استفاده می‌شود.
توالی یابی ژنتیکی برای این باکتری در سال ۱۹۹۶ انجام شد و مشخص گردید که این باکتری دارای ۸۱۶٫۳۹۴ جفت باز و دارای ۶۷۸ ژن کد کننده پروتئین‌ها است.